# Wilton Sampaio
Wilton Sampaio (ur. 28 grudnia 1981 w Teresina de Goiás) – brazylijski sędzia piłkarski. Od 2013 roku sędzia międzynarodowy.
Sampaio znalazł się na liście sędziów Copa America 2016, 2019 i 2021 oraz Mistrzostw Świata 2022.

## Sędziowane mecze Copa America 2016[2]
| Mecz             | Data       | Miejsce             | Runda        | Wynik | Żółta kartka | Czerwona kartka |
| ---------------- | ---------- | ------------------- | ------------ | ----- | ------------ | --------------- |
| Meksyk – Jamajka | 10.06.2016 | Rose Bowl, Pesadena | Faza grupowa | 2:0   | 1            | 0               |

## Sędziowane mecze Copa America 2019[2]
| Mecz                 | Data       | Miejsce                             | Runda        | Wynik        | Żółta kartka | Czerwona kartka |
| -------------------- | ---------- | ----------------------------------- | ------------ | ------------ | ------------ | --------------- |
| Argentyna – Paragwaj | 20.06.2019 | Estádio Mineirão, Belo Horizonte    | Faza grupowa | 1:1          | 6            | 0               |
| Urugwaj – Peru       | 29.06.2019 | Itaipava Arena Fonte Nova, Salvador | Ćwierćfinał  | 0:0 (k. 4:5) | 4            | 0               |

## Sędziowane mecze Copa America 2021[2]
| Mecz                | Data       | Miejsce                                  | Runda        | Wynik | Żółta kartka | Czerwona kartka |
| ------------------- | ---------- | ---------------------------------------- | ------------ | ----- | ------------ | --------------- |
| Argentyna – Urugwaj | 19.06.2021 | Estádio Mané Garrincha, Brasilia         | Faza grupowa | 1:0   | 5            | 0               |
| Argentyna – Ekwador | 4.07.2021  | Estádio Olímpico Pedro Ludovico, Goiania | Ćwierćfinał  | 3:0   | 5            | 0               |

## Sędziowane mecze Arab Cup 2021[2]
| Mecz               | Data       | Miejsce                           | Runda        | Wynik        | Żółta kartka | Czerwona kartka |
| ------------------ | ---------- | --------------------------------- | ------------ | ------------ | ------------ | --------------- |
| Katar – Oman       | 3.12.2021  | Education City Stadium, Al-Rajjan | Faza grupowa | 2:1          | 0            | 0               |
| Syria – Mauretania | 6.12.2021  | Al Janoub Stadium, Al Wakrah      | Faza grupowa | 1:2          | 3            | 0               |
| Maroko – Algieria  | 11.12.2021 | Al Thumama Stadium, Doha          | Ćwierćfinał  | 2:2 (k. 3:5) | 4            | 0               |

## Sędziowane mecze Mistrzostw Świata 2022[2]
| Mecz                         | Data       | Miejsce                             | Runda        | Wynik | Żółta kartka | Czerwona kartka |
| ---------------------------- | ---------- | ----------------------------------- | ------------ | ----- | ------------ | --------------- |
| Senegal – Holandia           | 21.11.2022 | Al Thumama Stadium, Doha            | Faza grupowa | 0:2   | 3            | 0               |
| Polska – Arabia Saudyjska    | 26.11.2022 | Education City Stadium, Al-Rajjan   | Faza grupowa | 2:0   | 5            | 0               |
| Holandia – Stany Zjednoczone | 3.12.2022  | Khalifa International Stadium, Doha | 1/8 finału   | 3:1   | 2            | 0               |
| Anglia – Francja             | 10.12.2022 | Al-Bayt Stadium, Al Khor            | Ćwierćfinał  | 1:2   | 4            | 0               |